# 킹 압둘 아지즈 스타디움
킹 압둘 아지즈 스타디움(아랍어: ستاد الملك عبدالعزيز, 영어: King Abdul Aziz Stadium)는 사우디아라비아 메카에 위치한 다목적 경기장이다. 현재 주로 축구 경기장으로 이용되며 알웨흐다의 홈구장으로 사용된다. 수용 인원은 38,000명이다.